# Estola attenuata
Estola attenuata är en skalbaggsart som beskrevs av Fisher 1926. Estola attenuata ingår i släktet Estola och familjen långhorningar. Inga underarter finns listade i Catalogue of Life.